# Michał Woźniak (muzyk)
Michał Woźniak (ur. 1973) – polski muzyk, instrumentalista, kompozytor.
Polski altowiolista i multiinstrumentalista, realizator dźwięku, aranżer, producent, kompozytor muzyki filmowej i teatralnej. Absolwent krakowskiej Akademii Muzycznej (1989), muzyk sesyjny i koncertujący, członek grupy Galicja. W latach 2005–2020 związany z radiem RMF Classic.
Jest autorem muzyki do filmów pełnometrażowych, krótkometrażowych, etiud i filmów dokumentalnych, spektakli teatralnych, piosenek, reklam i jingli radiowych. 

## Muzyka filmowa[1][3]
- Miłość jest blisko (2022) reż. Radek Dunaszewski
- Paths Of My Father (2021) reż. Mauricio Osaki
- Rdza (2020) reż. Rafał Małecki
- Pan T. (2019) reż. Marcin Krzyształowicz
- Le Monde (2018) reż. Gaweł Dykas
- Artykuł osiemnasty (2018) reż. Bartosz Staszewski
- Viatoris (2016) reż. Marek Gajczak
- Pani z przedszkola (2014) reż. Marcin Krzyształowicz
- Polska (2013) reż. Marcin Krzyształowicz
- Obława (2012) reż. Marcin Krzyształowicz
- Koniec wakacji (2003) reż. Marcin Krzyształowicz
- Góral (2003) reż. Marcin Solarz
- Eucalyptus (2001) reż. Marcin Krzyształowicz
- Coś mi zabrano (1999) reż. Marcin Krzyształowicz
- Listy (1996) reż. Marcin Krzyształowicz

## Muzyka teatralna[3]
- Wydmuszka reż. Piotr Urbaniak, (Teatr Bagatela w Krakowie)
- Napis reż. Piotr Urbaniak, (Teatr Bagatela w Krakowie)
- Zbrodnia i kara reż. Edward Żentara, (Teatr im. L. Solskiego w Tarnowie)
- Małe zbrodnie małżeńskie reż. Marcel Wiercichowski, (Nowy Teatr w Słupsku)

## Nagrody i nominacje[3]
- Pan T. (2019) nominacja na Festiwalu Muzyki Filmowej 2020 do nagrody Polska Ścieżka Dźwiękowa Roku
- Pani z przedszkola (2014) nominacja do nagrody MocArty RMF Classic